# Редігер Олександр Федорович
Редігер Олександр Федорович (31 грудня 1853 (12 січня 1854); Новгород — 26 січня 1920; Севастополь) — військовий і державний діяч Російської імперії, генерал від інфантерії, учасник російсько-турецької війни 1877—1878 років, член Державної Ради із 3 листопада 1905 року, з червня 1905 по березень 1909 обіймав посаду військового міністра Російської імперії. Член Ради державної оборони (1905—1909). Автор військово-наукових праць, голова та член низки комітетів та комісій.

## Біографія
Народився в сім'ї генерал-лейтенанта Федора Пилиповича Редігера (1802—1868), спадкового дворянина Великого князівства Фінляндського німецького походження (дід по лінії батька був родом із міста Ганау). Батько на той час перебував на посаді директора Новгородського графа Аракчеєва Кадетського корпусу, а навесні 1854 року був призначений директором Брестського кадетського корпусу. Мати, Єлизавета Густавівна (1824—1898) — дочка генерал-лейтенанта Густава Максимовича Шульмана (1779—1835) та його дружини Шарлотти Юліани, уродженої фон Гак (?-1895).
Навчався у Фінляндському кадетському, а з 1870 року — у Пажеському корпусі. У 1872 році з камер-пажів був переведений у прапорщики і призначений в лейб-гвардії Семенівський полк. У 1876 році закінчив геодезичне відділення Миколаївської академії Генерального штабу з малою срібною медаллю, за успіхи в навчанні переведений у поручники.
Брав участь у російсько-турецькій війні 1877—1878 років. За успіхи у справах проти турків переведено в штабс-капітани зі старшинством з 19 грудня 1877 року. Після закінчення війни склав іспит за стройове відділення Миколаївської академії Генерального штабу і був зарахований до Генерального штабу. Призначений до штабу Гвардійського корпусу, викладав військову адміністрацію в академії Генерального штабу. У 1879 році був переведений в капітани, в 1891 році — в підполковники.
У 1882—1883 роках служив товаришем військового міністра Болгарії російського барона О. В. Каульбарса — у чині полковника болгарської армії (з 30 серпня 1883); завідував господарською частиною. Восени 1883 вступив у гострий конфлікт з князем Олександром Баттенбергом і був змушений подати у відставку (звільнений указом князя 14 жовтня 1883). 4 листопада 1883 був призначений на російську службу з призначенням в розпорядження А. В. Каульбарса.
8 квітня 1884 року, на дванадцятому році офіцерської служби, був призначений у полковники. 20 березня 1884 призначений діловодом Канцелярії Військового міністерства, в якій служив до призначення міністром: згодом на посаді помічника начальника Канцелярії, потім начальника (з 1 січня 1901).
З 24 жовтня 1884 — професор Миколаївської академії Генерального штабу. З осені 1886 року також читав лекції з військової адміністрації у Миколаївському кавалерійському училищі. За роботу «Комплектування та влаштування збройної сили» нагороджений Макаріївською премією.
30 серпня 1893 року присвоєно звання в генерал-майора.

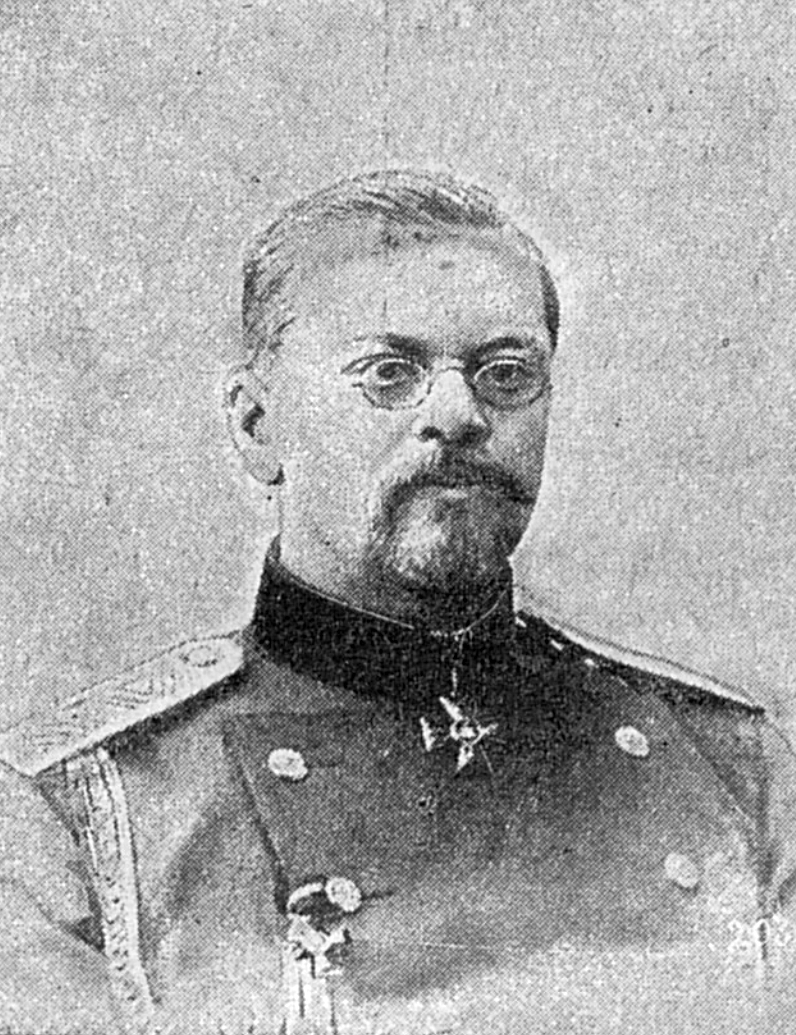
О. Ф. Редігер, 1905 р.

20 червня 1905 року (наказ оголошено 22 червня) призначений керуючим Військовим міністерством. 15 липня 1905 призначений військовим міністром Росії. Осмисливши поразки російської армії в російсько-японській війні, став одним із ініціаторів військових реформ 1905—1912 років, підготував їх план і багато зробив для їх проведення. Один з небагатьох міністрів, які зуміли налагодити взаємні ділові відносини з центристськими і частково з правими фракціями Державної думи, що позитивно позначалося на швидкому та успішному розгляді та затвердженні внесених у Думу необхідних армії законопроектів.
Звільнений рескриптом від 11 березня 1909 в чині генерала від інфантерії. Причиною звільнення було невдоволення імператора одним із виступів Редігера в Державній думі, що викликав суспільний резонанс (по суті, військовий міністр визнав факт незадовільного чинного командного складу, що негайно викликало нападки правого друку, що писала про образу міністром усієї російської армії).
З 1906 року неодноразово призначався до присутності у Державній раді, де належав до групи правих; звільнений (у числі інших членів Держради за призначенням) 14 грудня 1917 року.
20 жовтня 1917 року залишив Петроград, зі своєю другою дружиною Ольгою Іванівною Редігер (уродженою Холщевніковою) оселився в селі Черевки Полтавської губернії, родовому маєтку тестя — генерала Івана Васильовича Холщевнікова; наприкінці січня 1918 року перебрався до міста Переяслав Полтавської губернії; наприкінці того ж року — до Севастополя.
Помер у Севастополі 26 січня 1920 року від крововиливу в мозок. Похований на міському кладовищі Севастополя.

## Мемуари
Редігер написав досить об'ємні спогади (розпочаті в 1911 році; основний текст написано в 1917—1918 рр.; заключна частина, що відноситься до подій квітня 1918 р., написана в серпні того ж року).
Усі вісім зошитів авторського рукопису зберігалися в ЦГВІА СРСР.
Частково записки Редігера були опубліковані у 1930-х роках. у журналі «Красный архив». Невеликий уривок, що розкриває обставини звільнення мемуариста з посади військового міністра у березні 1909 р., був опублікований у червні 1990 р. у "Військово-історичному журналі".
Перша повна публікація відноситься до 1999.

## Праці
- Унтер-офіцерське питання у головних європейських арміях. — СПб. , 1880.
- Нотатки з військової адміністрації. — СПб. , 1885.
- Мобілізація військ. — СПб. , 1886.
- Навчальні записки з військової адміністрації. — 1888.
- Польове управління нашої армії. — СПб. , 1890.
- Комплектування та влаштування збройної сили. — СПб. , 1892—1894.
- Історія мого життя. Спогади військового міністра. — М.: Канон-прес; Кучкове поле, 1999.

Під його керівництвом складено загальний нарис діяльності Військового міністерства за 1881—1890 (СПб., 1892).

## Нагороди
- Орден Святої Анни 4-го ступеня з написом «За хоробрість» (31.03.1878);
- Орден Святого Станіслава 3-го ступеня з мечами та бантом (30.04.1878);
- Орден Святої Анни 3-го ступеня (30.08.1881);
- Орден Святого Станіслава 2-го ступеня (15.05.1883);
- Орден Святої Анни 2-го ступеня (30.08.1887);
- Орден Святого Володимира 4-го ступеня (30.08.1889);
- Орден Святого Володимира 3-го ступеня (30.08.1892);
- Орден Святого Станіслава 1-го ступеня (06.12.1895);
- Орден Святої Анни 1-го ступеня (06.12.1899);
- Орден Святого Володимира 2-го ступеня (05.10.1904);
- Орден Білого орла (30.07.1905);
- Орден Святого Олександра Невського (11.03.1909);
- Діамантові знаки до ордена Святого Олександра Невського (25.03.1912);
- Бант до ордену Святого Володимира 4-го ступеня (22.09.1914);
- Орден Святого Володимира 1-го ступеня (01.01.1916);
- Відзнака бездоганної служби за XL років (22.08.1915).

### Іноземні
- Орден Благородної Бухари з діамантами (1898);
- Орден Корони Бухари (1902);
- Прусський Орден Червоного орла 1-го ступеня (1906);
- Французький Орден Почесного Легіону, командорський хрест (1904);
- Болгарський Орден «Святий Олександр» 2-го ступеня (1899);
- Перський Орден Лева і Сонця 1-го ступеня з алмазами (1905);
- Чорногорський Орден князя Данила I 1-го ступеня (1908).